# مالچین (اوفس)
شهرستان مالچین (به زبان مغولی: Малчин сум، [Malčin sum]؛ ᠮᠠᠯᠴᠢᠨ ᠰᠤᠮᠤ، [malčin sumu]) یک شهرستان (سُوم) در مغولستان است که در استان اوفس واقع شده‌است.

## تقسیمات اداری
شهرستان مالچین متشکل از ۴ قصبه (باغ) می‌باشد، شامل:
- بایان‌اِردِنه (مغولی: Баян-Эрдэнэ баг، [Bajan-Erdene bag]؛ ᠪᠠᠶ᠋ᠠᠨ ᠡᠷᠳᠡᠨᠢ  ᠪᠠᠭ، [bayan erdeni baɣ])
- بایان‌خایرخان (مغولی: Баян хайрхан баг، [Bajan xajrxan bag]؛ ᠪᠠᠶ᠋ᠠᠨ ᠬᠠᠶᠢᠷᠬᠠᠨ ᠪᠠᠭ، [bayan qayirqan baɣ])
- بایان‌ماندال (مغولی: Баян мандал баг، [Bajan mandal bag]؛ ᠪᠠᠶ᠋ᠠᠨ ᠮᠠᠨᠳᠠᠯ ᠪᠠᠭ، [bayan mandal baɣ])
- چالغار (مغولی: Цалгар баг، [Calgar bag]؛ ᠴᠠᠯᠠᠭᠠᠷ ᠪᠠᠭ، [čalaɣar baɣ])